# 워싱턴 요새 전투
워싱턴 요새 전투(Battle of Fort Washington)는 미국 독립 전쟁의 뉴욕 뉴저지 방면 작전 중에 발생한 전투이다. 1776년 11월 16일에, 현재는 뉴욕 맨해튼의 워싱턴하이츠에 있던 워싱턴 요새에 영국군이 총 공격을 하여 육군 수비대 전군을 항복시켰다.
영국군 지휘관 윌리엄 하우는 10월 28일 화이트 플레인 전투에서 조지 워싱턴 총사령관이 지휘하는 대륙군을 꺾은 뒤, 맨해튼 섬에 남겨진 대륙군의 견고한 요새인 워싱턴 요새를 공략하려 했다. 워싱턴은 이 요새를 포기하고 그 수비병 3,000명을 뉴저지에 옮기는 것도 검토했지만, 나대니얼 그린 장군은 그곳을 사수할 것을 설득했다.
11월 16일, 하우는 요새에 대한 공격을 시작했다. 공격은 북쪽과 동쪽과 남쪽 세 방향에서 진행되었다. 할렘 강 변의 수로에 도착이 늦어진 부대도 있었으므로, 공격은 늦게 시작되었다. 공격이 시작되자 요새 남쪽과 동쪽 수비대가 일찍 무너져 버렸다. 요새 북쪽에서는 독일 용병 부대의 공격에 완강하게 저항했지만, 결국 함락당했다. 요새는 육지와 강에서 둘러싸여 있었기 때문에, 요새의 지휘관 로버트 마고는 요새를 사수하기 보다는 항복하는 길을 선택했다. 대륙군 전사자는 59명이며, 2,837명이 포로가 되었다. 워싱턴이 지휘하는 대륙군 본대는 이 패배로 뉴저지를 넘어 펜실베이니아까지 퇴각을 할 수 밖에 없었지만, 이어진 트렌턴과 프린스턴 전투에서 반격으로 응수했다.

## 배경

### 요새 구축과 방어
미국 독립 전쟁 동안에, 워싱턴 요새는 현재 뉴욕시 맨해튼의 북쪽 가장 높은 지점에 지어졌으며, 0.8 km 떨어진 허드슨 강을 내려다보고 있다. 대륙군이 보유하고 있던 강 건너 뉴저지 방면의 절벽에 있는 리 요새 함께 허드슨 강 하류를 영국 함선으로부터 보호하기 위해 지어진 것이다.
1776년 6월, 대륙군의 헨리 녹스, 나대니얼 그린, 윌리엄 히스 및 이즈라엘 퍼트넘은 이 지역의 지형을 조사하고, 이곳에 요새를 구축해서 적절하게 방어를 하면, 사실상 함락시키기 어렵다는 의견 일치를 보았다. 6월 하순, 총사령관 조지 워싱턴도 현장 조사를 통해 이곳이 허드슨 강 하류를 보호하기 위한 중요한 지점이라고 판단했다. 워싱턴이 시찰한 직후에 펜실베이니아 부대가 루퍼스 퍼트넘의 감독 아래에 요새를 구축하기 시작했다.
우선 영국 배가 허드슨 강을 통해 올라오지 못하도록, 그리고 미국군을 감쌀 수 있도록 바리케이트를 준비했다. 펜실베이니아 부대는 1개월 이상, 맨해튼의 고지대에서 강변으로 바위를 날랐고, 그곳에서 통나무나 폐선 침목을 쌓아서 강을 가로막았다. 이런 장애물 공사가 끝나자, 요새를 구축하기 시작했다. 그곳은 암반 지형으로 흙이 거의 없었기 때문에, 절벽 아래 저지대에서 흙을 운반해서 올렸다. 요새 주변에 통상적인 참호를 만들 수는 없었다. 요새는 5개의 보루가 있는 오각형으로 완성되었다. 요새의 주벽은 흙으로 쌓아 모든 각도에서 대포용 구멍을 만들어 두었다. 그리하여 요새로 8~10 km2의 넓이로 둘러싸여 있었다. 요새 주변으로는 가시울타리를 둘렀다. 방벽 공사가 9월에 마무리된 후에, 이 지역의 모든 부대를 윌리엄 히스 아래에 배속을 시켜두었다. 워싱턴은 요새 근처에 본부를 설치하였다.

## 같이 보기
- 미국 독립 전쟁
- 뉴욕 뉴저지 전역